# علم الأحياء السكرية
يُعرّف علم الأحياء السكرية أو البيولوجيا السكرية بالمعنى الضيق بأنه دراسة التركيب والتركيب الحيوي والبيولوجيا للسكريات (سلاسل السكر أو الجليكان) الموزعة على نطاق واسع في الطبيعة. السكريات هي مكونات أساسية لجميع الكائنات الحية ويتم البحث في جوانب الأدوار المختلفة التي تلعبها في علم الأحياء في مختلف المجالات الطبية والكيميائية الحيوية والتكنولوجيا الحيوية.

## تاريخ
وفقًا لقاموس أوكسفورد الإنجليزي، تم صياغة المصطلح المحدد في علم الأحياء الجليدية في عام 1988 من قبل البروفيسور ريموند دويك للتعرف على تضافر التخصصات التقليدية لكيمياء السكريات والكيمياء الحيوية. كان هذا التجمع نتيجة لفهم أكبر بكثير في علم الأحياء الجزيئي للجليكان. ومع ذلك، في وقت مبكر من أواخر القرن التاسع عشر، بذلت جهود رائدة من قبل إميل فيشر لتأسيس بنية بعض جزيئات السكر الأساسية.

## جلايكوكونجوجاتس
يمكن ربط السكريات بأنواع أخرى من الجزيئات البيولوجية لتكوين مركبات السكرية. تخلق العملية الأنزيمية للارتباط بالجليكوزيل سكريات مرتبطة ببعضها وبجزيئات أخرى بواسطة رابطة الجليكوسيد، وبالتالي تنتج الجليكانات. البروتينات السكرية والبروتيوغليكان والغليكوليبيدات هي أكثر مركبات جليكوكونجونات وفرة الموجودة في خلايا الثدييات. توجد في الغالب على جدار الخلية الخارجي وفي السوائل المفرزة. لقد ثبت أن جلايكوكونجوجاتس مهم في تفاعلات الخلية الخلوية نظرًا لوجود مستقبلات ربط الجليكان المختلفة على سطح الخلية بالإضافة إلى جليكونجوجات نفسها. بالإضافة إلى وظيفتها في طي البروتين والتعلق الخلوي، يمكن للجليكانات المرتبطة بالبروتين N أن تعدل وظيفة البروتين، وفي بعض الحالات تعمل كمفتاح تشغيل إيقاف.

## جليكوميكس
جليكوميكس، المماثلة لعلم الجينوم والبروتيوميات، هي الدراسة المنهجية لجميع هياكل الجليكان لنوع خلية أو كائن حي معين وهي مجموعة فرعية من علم الأحياء الجليكوبي.

## التحديات في دراسة تراكيب السكر
يرجع جزء من التباين الملحوظ في هياكل السكاريد إلى أن وحدات السكاريد الأحادي قد تقترن ببعضها البعض بعدة طرق مختلفة، على عكس الأحماض الأمينية للبروتينات أو النيوكليوتيدات في الحمض النووي، والتي ترتبط دائمًا معًا بطريقة قياسية. كما أن دراسة هياكل الجليكان معقدة أيضًا بسبب عدم وجود نموذج مباشر لتكوينها الحيوي، على عكس حالة البروتينات حيث يتم تحديد تسلسل الأحماض الأمينية الخاصة بها بواسطة الجين المقابل لها.